# 2019年玻利維亞抗議
2019年玻利维亚抗议又稱皮蒂塔革命（西班牙語：  la Revolución de las Pititas） ，是指2019年10月21日至11月底玻利维亚境內爆發的抗议和游行。2019年玻利維亞大選期間，許多人認為玻利維亞總統埃沃·莫拉莱斯操控了此次选举，於是上街抗議。示威人士和争取社会主义运动—争取人民主权政治机构以及埃沃·莫拉莱斯的支持者爆發衝突。在示威浪潮下，埃沃·莫拉莱斯宣佈不再擔任總統。 
2019年11月11日之后，珍妮·艾尼茲出任玻利维亚代理总统，但埃沃·莫拉莱斯的支持者又上街抗议。埃沃·莫拉莱斯的支持者發起的抗議持续到 11月底。 截至11月25日，临时政府与大多数抗议方的领导人达成协议，抗议者決定结束封锁，臨時政府則开始撤军并释放被捕的抗议者。 